# Thelyschista ghillanyi
Thelyschista ghillanyi är en orkidéart som först beskrevs av Guido Frederico João Pabst, och fick sitt nu gällande namn av Leslie Andrew Garay. Thelyschista ghillanyi ingår i släktet Thelyschista och familjen orkidéer. Inga underarter finns listade i Catalogue of Life.

## Bildgalleri

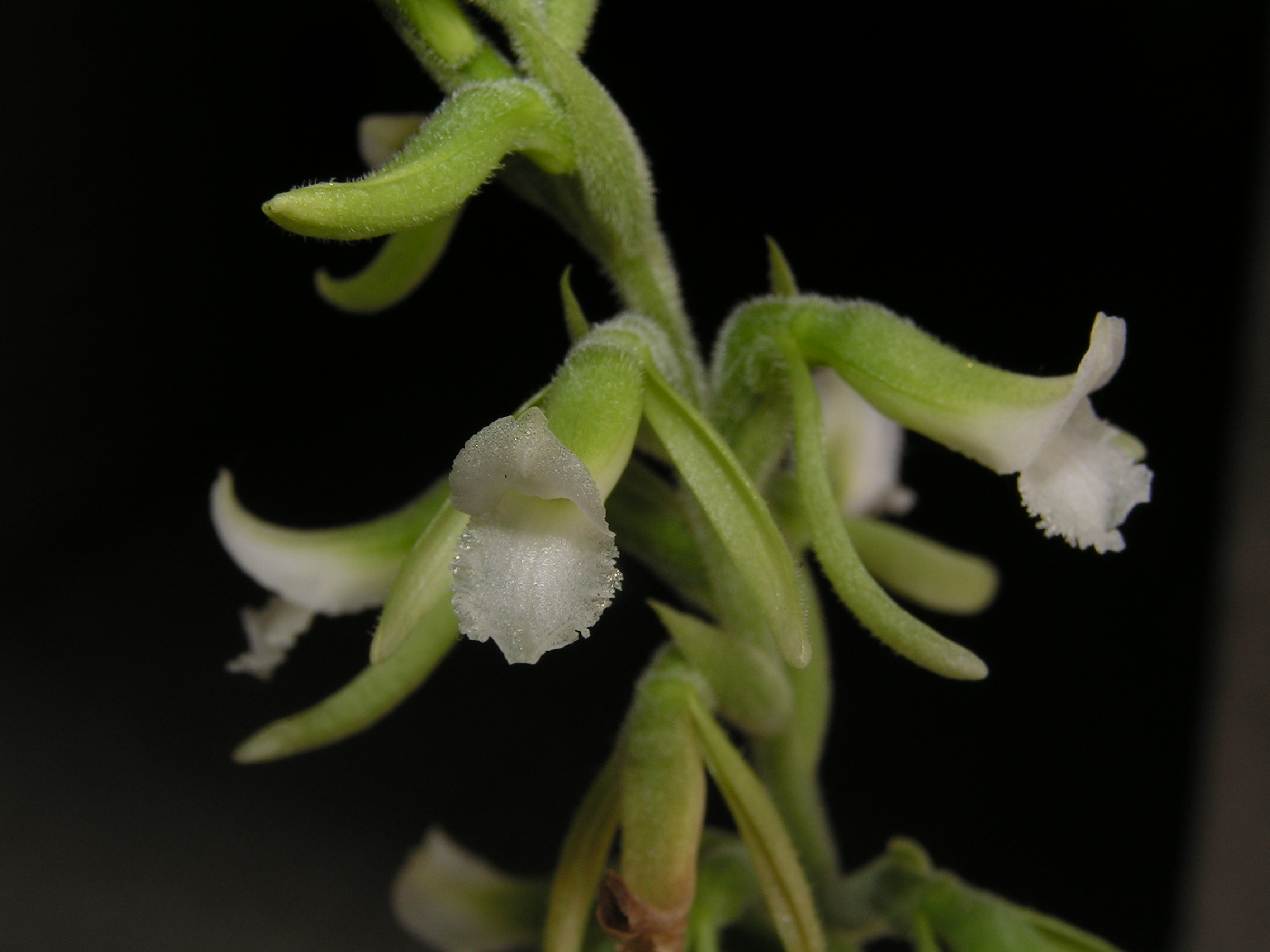